# Yōhei Ōtake
Yōhei Ōtake (大竹 洋平?, Ōtake Yōhei; Yashio, 2 maggio 1989) è un calciatore giapponese, centrocampista dell'Albirex Niigata Singapore.

## Carriera
Ha giocato nella prima divisione giapponese.